# NRJ
NRJ (uitgesproken als energy) is van oorsprong een Frans commercieel radiostation onderdeel van de NRJ Group, het grootste radioconcern in Europa. NRJ is actief in België, Bulgarije, Cyprus, Duitsland, Finland, Frankrijk (ook actief op Réunion, Nieuw-Caledonië, Mayotte, Frans-Guyana, Martinique, Guadeloupe en Tahiti), Libanon, Noorwegen, Oekraïne, Oostenrijk, Rusland, Zweden en Zwitserland. NRJ heeft wereldwijd op weekbasis enkele tientallen miljoenen luisteraars en heeft met name jongere luisteraars.   

## Geschiedenis
De jongerenzender ging van start in Parijs in 1981 en breidde de volgende jaren uit met nieuwe zenders. Aanvankelijk was NRJ een afkorting voor "Nouvelle radio jeunesse" wat Nieuwe jongerenradio betekent, maar staat nu voor het Franse "énergie", ook wel uitgesproken als ENERGY.
In de 21ste eeuw breidde NRJ verder uit buiten Europa en startte het webradio, webtelevisie en eigen televisiestations.
Zo zendt NRJ sinds 3 september 2018 ook uit in Vlaanderen.

## Format
De kerndoelgroep van NRJ zijn jongeren tussen de 15 en 35 jaar. Het station zendt alleen de hits van dit moment en nieuwe muziek uit, met af en toe een nummer van een paar jaar geleden. Het is dan ook een CHR station met een kleine playlist van zo een 40 à 50 nummers. Hun slogan is "Hit Music Only". NRJ is te vergelijken met Radio 538 in Nederland en MNM in Vlaanderen.

## Activiteiten
Jaarlijks worden in Cannes de NRJ Music Awards georganiseerd. Het is een van de belangrijkste internationale muziekevenementen van het jaar. Gedurende het hele jaar door organiseert NRJ ook gratis concerten met de grootste internationale en nationale muzieksterren. De naam van deze concertenreeks is de NRJ Music Tour en vindt plaats in meerdere landen waar de groep actief is.

## Actieve landen
| Land                          | Frequenties |
| ----------------------------- | ----------- |
|                               |             |
| België: Wallonië              | 26          |
| Bulgarije                     | 6           |
| Duitsland                     | 40          |
| Finland                       | 27          |
| Frankrijk                     | 303         |
| Franse eilanden (verzameling) | 42          |
| Libanon                       | 8           |
| Noorwegen                     | 10          |
| Oostenrijk                    | 1           |
| Rusland                       | 41          |
| Zweden                        | 22          |
| Zwitserland                   | 3           |